# Кастел Колона
Кастел Колона (итал. Castel Colonna) насеље је у Италији у округу Анкона, региону Марке.
Према процени из 2011. у насељу је живело 184 становника. Насеље се налази на надморској висини од 137 м.

## Становништво
| 1936. | 1951. | 1961. | 1971. | 1981. | 1991. | 2001. | 2011. |
| ----- | ----- | ----- | ----- | ----- | ----- | ----- | ----- |
| 1.598 | 1.544 | 1.286 | 969   | 856   | 950   | 961   | 1.039 |